# Grenze zwischen Armenien und der Türkei

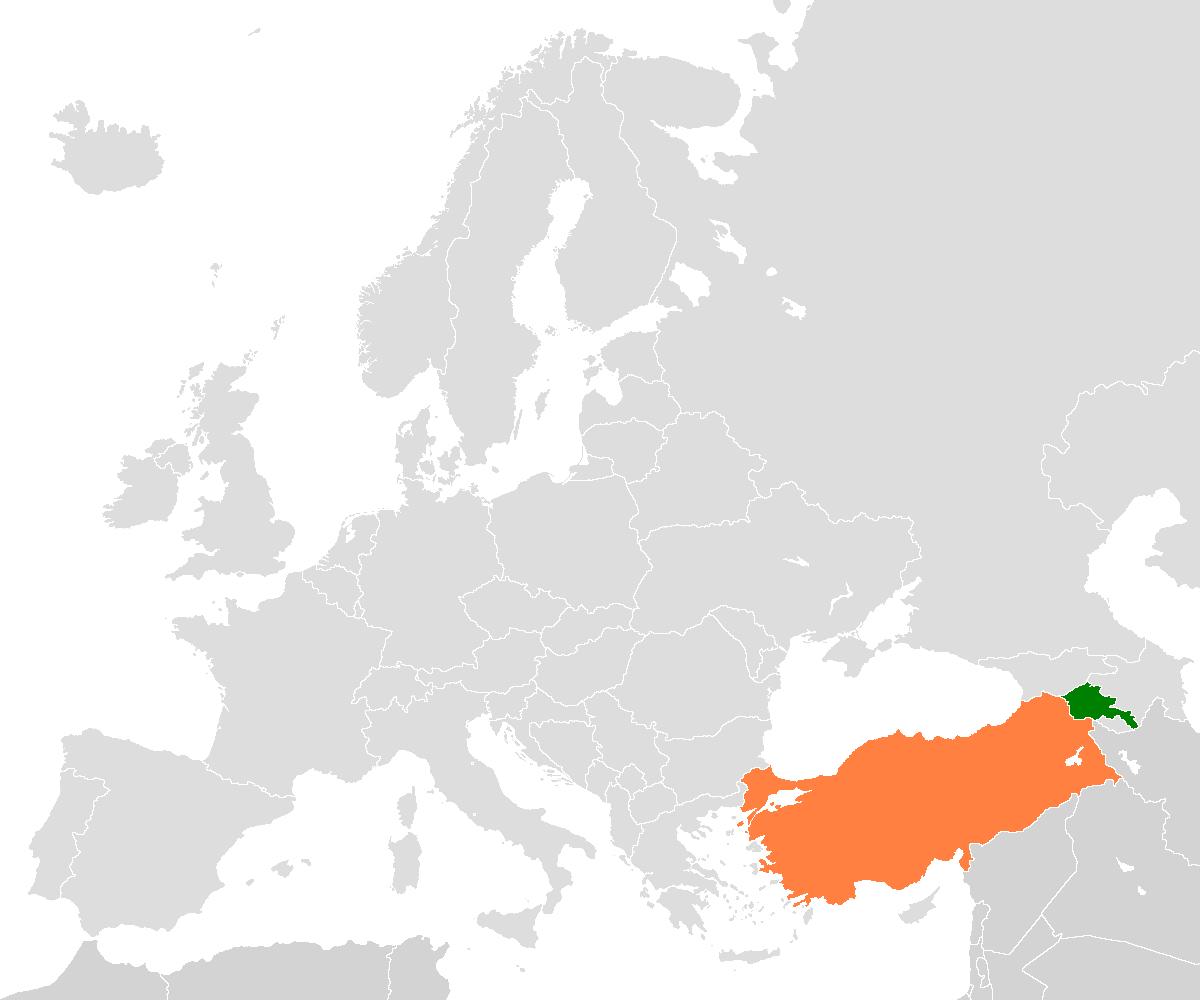
Grün: Armenien, orange: Türkei

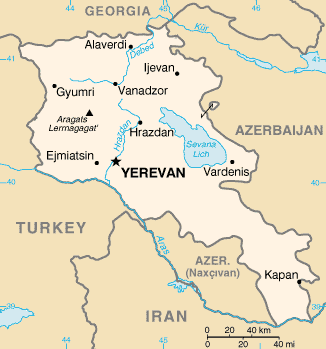
Karte von Armenien

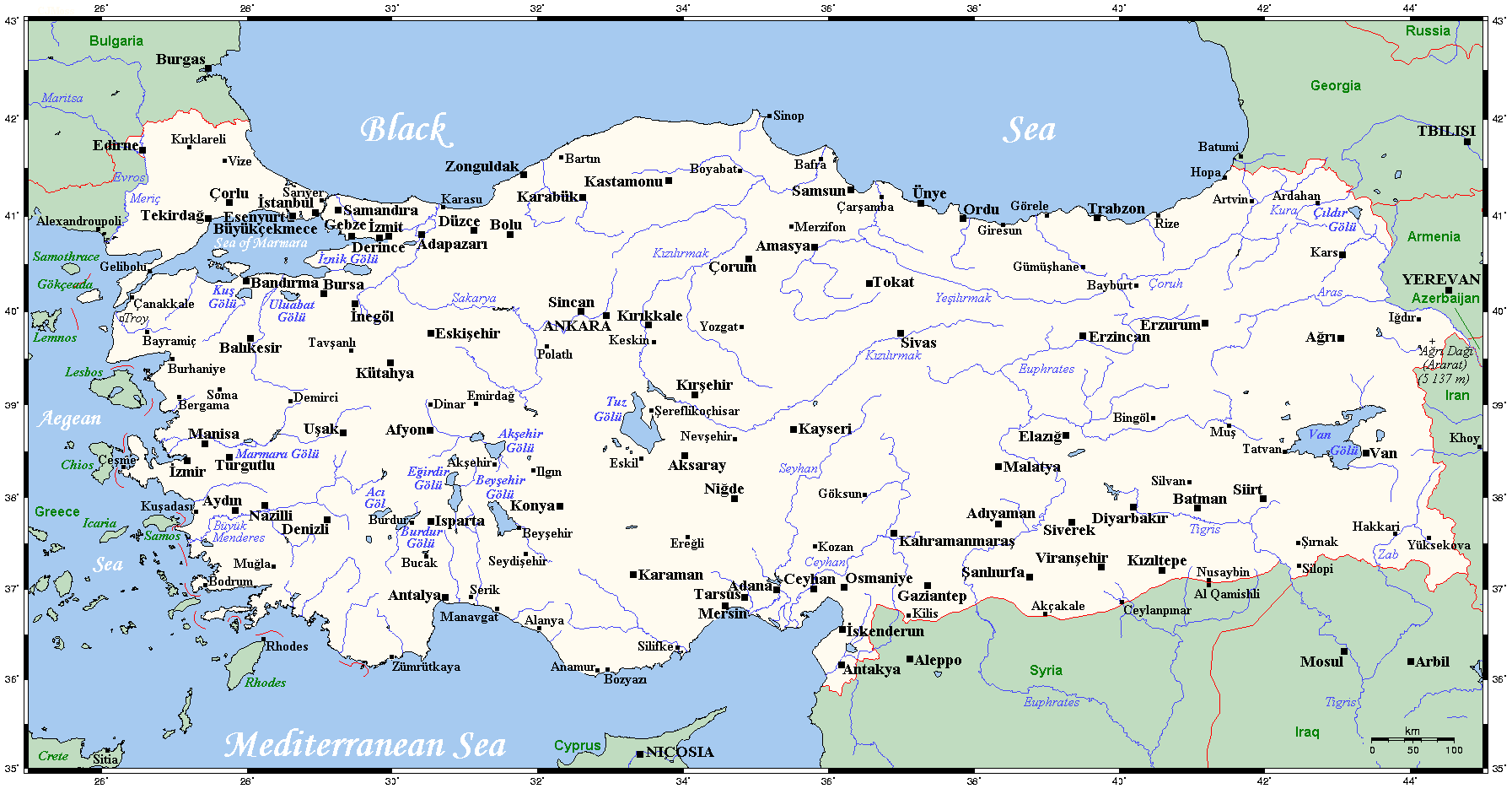
Karte der Türkei

Die Grenze zwischen Armenien und der Türkei (armenisch Հայաստան–Թուրքիա սահման; türkisch Ermenistan–Türkiye sınırı) ist eine Landgrenze von 311 Kilometern Länge. Armenien ist Mitglied in der Östlichen Partnerschaft, die Türkei ist Beitrittskandidat der Europäischen Union. Es existieren zwei Grenzübergänge, die die Türkei jedoch aufgrund des Bergkarabachkonflikts seit 1993 geschlossen hat. Seit 1992 wird die Grenze von Wachen des russischen Inlandsgeheimdienstes bewacht. Die Grenze soll 2023 für Diplomaten und Bürger von Drittstaaten wieder geöffnet werden. Am 8. Oktober 2024 kündigten der armenische Premierminister Nikol Paschinjan und der russische Präsident Wladimir Putin eine Vereinbarung an, darüber werden die armenischen Streitkräfte, neben den russischen Truppen, ab dem 1. Januar 2025 auch für die Überwachung der Grenze zur Türkei zuständig sein.

## Anrainer (Verwaltungseinheiten)
von Nord nach Süd

### Türkei
- Provinz Ardahan
- Provinz Kars
- Provinz Iğdır

### Armenien
- Provinz Schirak
- Provinz Aragazotn
- Provinz Armawir
- Provinz Ararat

## Verlauf
Die Grenze verläuft grob von Nord nach Süd, beginnend am Dreiländereck Armenien–Georgien–Türkei, am Aras und Achurjan bis zum Dreiländereck Armenien-Aserbaidschan (Nachitschewan)-Türkei und ist insgesamt 311 Kilometer lang. Diese Grenze wurde im Vertrag von Kars im Jahre 1922 festgelegt.

## Grenzübergänge
Große Grenzübergänge sind:
- Armenien: Akhurik, Shirak ↔ Türkei: Akyaka, Distrikt Akyaka, Provinz Kars (geschlossen)
- Armenien: Margara, Armawir  ↔ Türkei: Karakoyunlu, Provinz Iğdır (geschlossen)

## Neuere Geschichte
Am 13. Oktober 1921 wurde der Vertrag von Kars geschlossen, der am 11. September 1922 ratifiziert wurde.
Nach dem Zusammenbruch der Sowjetunion 1991 erlangte Armenien seine Unabhängigkeit und erbte seinen Abschnitt der sowjetisch-türkischen Grenze. Obwohl die Türkei die Unabhängigkeit Armeniens anerkannte, verschlechterten sich die Beziehungen zwischen den beiden Ländern fast sofort und die Grenze wurde geschlossen: Die Türkei widersetzte sich irredentistischen Ansprüchen armenischer Nationalisten, die für ein „Vereinigtes Armenien“ eintraten, auf die Osttürkei und den Bemühungen Armeniens, eine internationale Anerkennung des Völkermords an den Armeniern zu erreichen. Darüber hinaus unterstützte die Türkei ihren engen Verbündeten Partner Aserbaidschan im ersten Berg-Karabach-Krieg.
In den 2000er Jahren entspannten sich die Beziehungen etwas und mündeten 2009 in der Unterzeichnung der Zürcher Protokolle, in denen eine Wiedereröffnung der Grenze ins Auge gefasst wurde. Die Gespräche scheiterten jedoch und die Grenze ist nach wie vor geschlossen.
Am 11. Februar 2023 wurde die Grenze zum ersten Mal seit 35 Jahren vorübergehend geöffnet, um humanitäre Hilfe aus Armenien den Opfern eines schweren Erdbebens in der Türkei zu ermöglichen.